# Mikołaj Lebedyński
Mikołaj Lebedyński (* 14. Oktober 1990 in Stettin, Westpommern, Polen) ist ein polnischer Fußballspieler. Seit Oktober 2014 spielt er für Wisła Płock in der 2. polnischen Liga.

## Karriere
Mikołaj Lebedyński wurde in Stettin geboren und begann im Kindesalter bei Arkonia Szczecin mit dem Fußballspielen. Zum Jahreswechsel 2002/03 wechselte der Nachwuchsstürmer von Arkonia in die Jugend des zweimaligen polnischen Vizemeisters Pogoń Stettin. Zu ersten Einsätzen für Pogoń im Profibereich kam er in der Saison 2009/10 der 1. Liga, der zweithöchsten Spielklasse in Polen. Am Ende der Spielzeit kam er mit dem Klub auf Platz 5, in der darauf folgenden Saison auf den 6. Tabellenplatz. Im August 2011 wechselte Lebedyński nach einem erfolgreichen Probetraining zunächst auf Leihbasis zu Roda Kerkrade. Zudem sicherte sich der Klub aus Kerkrade eine Kaufoption. 2013 wechselte er nach Schweden zu BK Häcken. Er verließ den Verein jedoch zur Saison 2013/2014 wieder und wechselte zurück nach Polen zu Podbeskidzie Bielsko-Biała. Hier kam er allerdings nicht über die Rolle des Reservespielers hinaus und brachte es auf nur 5 Spiele in der Ekstraklasa. Zur Rückrunde der Saison 2014/2015 wechselte er zum 2. Ligisten Wisła Płock, wo er für 1,5 Jahre unterschrieb.